# Недерлек
Недерлек (нидерл. Nederlek) — община в провинции Южная Голландия (Нидерланды). 

## История
Община была образована 1 января 1985 года путём объединения общин Кримпен-ан-де-Лек и Леккеркерк.